# Jacob Gerlach
Jacob Gerlach (* 25. Juli 1904 in Solz; † nach 1953) war ein deutscher Bergmann und Volkskammerabgeordneter für den Freien Deutschen Gewerkschaftsbund (FDGB).

## Leben
Gerlach stammte aus Hessen. Er arbeitete nach dem Besuch der Volksschule als Landarbeiter und später als Bergmann. Nach dem Zweiten Weltkrieg wurde er Fahrsteiger in der Schachtanlage „Junge Welt“ in Gospenoda im Kreis Eisenach.

## Politik
1925 trat Gerlach dem Bergarbeiterverband bei und wurde 1928 Mitglied der KPD. Von 1930 bis 1933 war er Betriebsrat und wirkte dann illegal im Widerstand gegen den Nationalsozialismus. Später wurde er Vorsitzender der Ortsparteiorganisation der KPD, aus der 1946 die SED wurde, für deren Kreisleitung er tätig war. Ferner wurde er Mitglied des Zentralverbandes der IG Bergbau.

## Auszeichnungen
- dreifacher Aktivist der sozialistischen Arbeit (1950, 1952 und 1953)